# René Ferrier
René Ferrier (7. december 1936 – 15. september 1998) var en fransk fodboldspiller og -træner, der spillede som midtbanespiller. Han var på klubplan tilknyttet AS Saint-Étienne og SC Bastia, og spillede desuden 21 kampe for det franske landshold. Han var med på det franske hold til EM i 1960.